# Архиепархия Куала-Лумпура
 Архиепархия Куала-Лумпура (лат. Archidioecesis Kuala Lumpurensis) — архиепархия-митрополия Римско-Католической церкви с кафедрой в городе Куала-Лумпур, столице Малайзии. В митрополию Куала-Лумпура входят епархии Малакки-Джохора, Пинанга. Юрисдикция архиепархии распространяется на Куала-Лумпур и штаты Негри-Сембилан, Паханг и Тренгану.
Кафедральный собор — церковь Святого Иоанна в Куала-Лумпуре.

## История
Епархия Куала-Лумпура образована 25 февраля 1955 года буллой Malacensis archidioecesis Папы Римского Пия XII путём её выделения из архиепархии Малакки (сейчас — архиепархия Сингапура).
18 декабря 1972 года епархия Куала-Лумпура была возведена в ранг архиепархии буллой Spe certa ducti Папы Римского Павла VI.

## Ординарии архиепархии
- Доминик Вендаргон (25 февраля 1955 — 2 июля 1983);
- Антоний Сотер Фернандес (2 июля 1983 — 24 мая 2003) — кардинал с 19 ноября 2016 года;
- Мёрфи Николас Ксавьер Пакиам (24 мая 2003 — 13 декабря 2013);
- Юлиан Леов Бенг Ким (3 июля 2014 — по настоящее время).

## Источник
- Annuario Pontificio, Libreria Editrice Vaticana, Città del Vaticano, 2003, ISBN 88-209-7422-3